# Magadi
Magadi là một thị trấn thuộc huyện Ramanagara, bang Karnataka, Ấn Độ.

## Địa lý
Magadi có vị trí 12°58′B 77°14′Đ / 12,97°B 77,23°Đ Nó có độ cao trung bình là 925 mét (3034 feet).

## Nhân khẩu
Theo điều tra dân số năm 2001 của Ấn Độ, Magadi có dân số 25.000 người. Phái nam chiếm 51% tổng số dân và phái nữ chiếm 49%. Magadi có tỷ lệ 67% biết đọc biết viết, cao hơn tỷ lệ trung bình toàn quốc là 59,5%: tỷ lệ cho phái nam là 73%, và tỷ lệ cho phái nữ là 60%. Tại Magadi, 12% dân số nhỏ hơn 6 tuổi.